# Șuleșivka, Putîvl
Șuleșivka (în ucraineană Шулешівка) este un sat în comuna Vesele din raionul Putîvl, regiunea Sumî, Ucraina.

## Demografie
Componența lingvistică a localității Șuleșivka
     Rusă (62,31%)
     Ucraineană (37,69%)
Conform recensământului din 2001, majoritatea populației localității Șuleșivka era vorbitoare de rusă (62,31%), existând în minoritate și vorbitori de ucraineană (37,69%).